# A Beautiful Day (アルバム)
『a Beautiful Day』（ア・ビューティフル・デイ）は、カーネーションの6枚目のアルバム。1995年8月19日に日本コロムビアより発売。2009年11月25日に、Deluxe Editionとしてボーナスディスクと2枚組でリマスタリングして再発売。

## 概要
ポップセンスが開花した作品であり、前作『EDO RIVER』からの「すっきりした気分」を引き継いでいるという。

ジャケットは「It's a Beautiful Day」のPVから。

当時の宣伝用パンフレットでは、音楽評論家の萩原健太・能地祐子夫妻がカーネーションについて対談している。

アルバムのキャッチコピーは「なぜか一人でいたい晴れた日のための音楽。」。

「GB」「FM STATION」「ROCKIN'ON JAPAN」等、音楽雑誌などへの露出が増えた作品でもある。

メジャー初のシングルとなった「It's a Beautiful Day」はFM802のヘヴィー・ローテーションをThe Chang「今日の雨はいい雨だ」と競い、選ばれなかったものの、いわば裏ヘヴィー・ローテーションのように頻繁にオンエアされ、結果的にFM802のみならず全国のFM曲のヒットチャートの上位にランクインした。

## 収録曲

### Disc1
1. Happy Time
2. 市民プール
3. It's a Beautiful Day
レディオ・エディットが存在する。
4. 未来の恋人たち
5. 車の上のホーリー・キャット
6. ハイウェイ・ソング
7. VIVA !（Instrumental）
8. Hey Mama
9. GLORY
10. 摩天楼に雪が降る
11. 世界の果てまでつれてってよ
曲の終了後にインストゥメンタルが流れる。

### Disc2
1. PARTY
2. 摩天楼に雪が降る（新宿西口下水道MIX）
3. 市民プール（Demo)
4. It's a Beautiful Day（Demo）
5. 未来の恋人たち（Demo）
6. ハイウェイ・ソング（Demo）
7. 世界の果てまでつれてってよ（Demo）
8. 市民プール（Home Demo）
9. It's a Beautiful Day（Home Demo)
10. 車の上のホーリー・キャット（Home Demo）
11. ハイウェイ・ソング（Home Demo）
12. 摩天楼に雪が降る（Home Demo）
13. 摩天楼に雪が降る（Home Demo/Summer Snow Version）
14. 摩天楼に雪が降る（Home Demo/Instrumental）
15. 世界の果てまでつれてってよ（Home Demo）